# Parti libéral-démocrate (Turquie)
Pour les articles homonymes, voir Parti libéral démocrate.
Le Parti libéral-démocrate (en turc : Liberal Demokrat Parti) ou LDP est un parti politique de Turquie, de tendance libérale classique.

## Historique
Le LDP est créé en 1994 par Besim Tibuk, ancien conseiller du président de la République Turgut Özal, dans le but de soutenir le mouvement libéral en Turquie. Le parti n'obtient cependant que des scores modestes aux élections législatives de 1999 et 2002 et son fondateur en abandonne la direction. À partir de 2005, le LDP est dirigé par Cem Toker auquel succède Gültekin Tırpancı en 2017 mais demeure un parti mineur.